# Меликерт

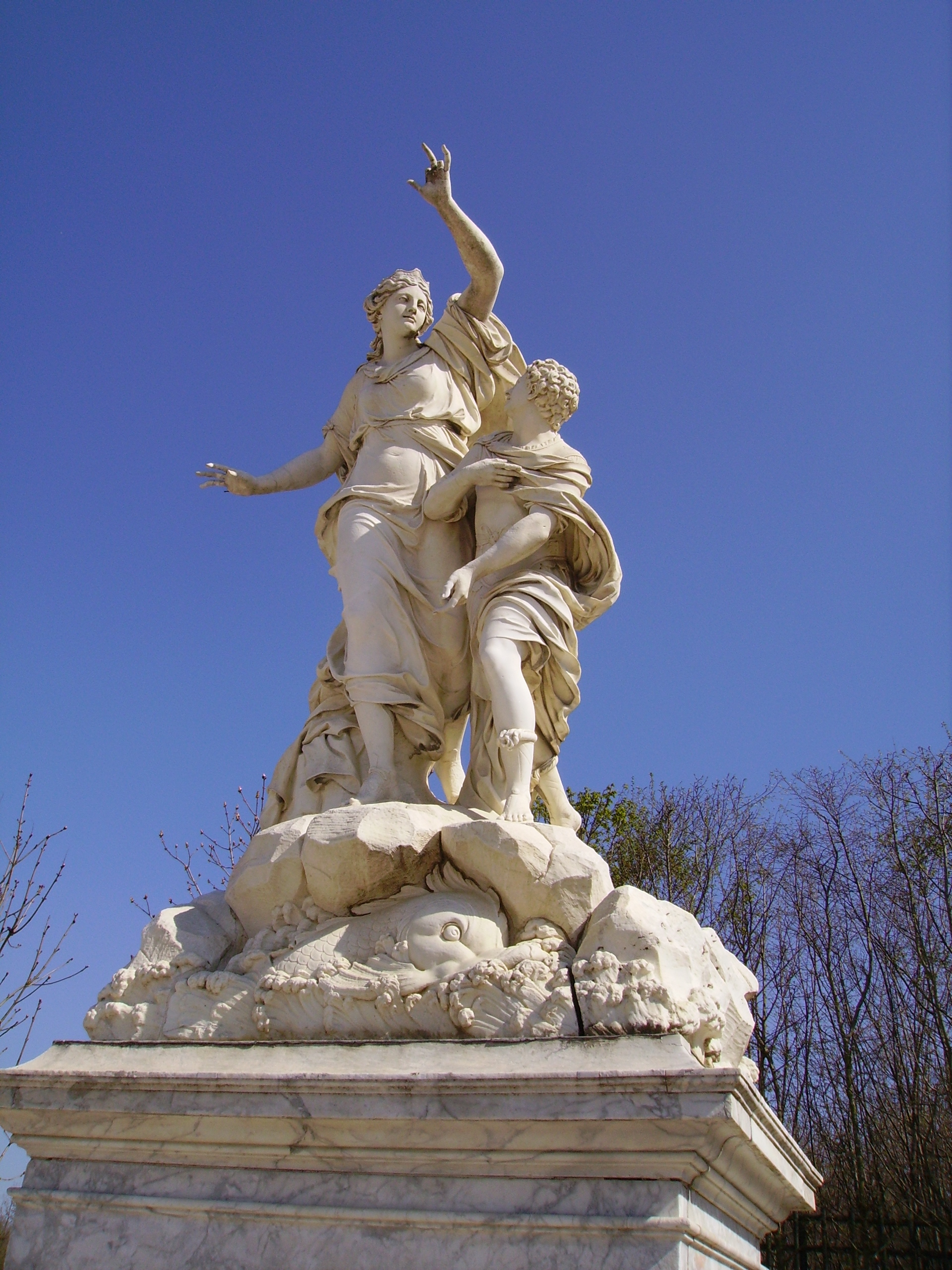
Ино и Меликерт, Версаль

Меликерт, Палемон (др.-греч. Μελικέρτης, имя заимствовано у финикийского бога Мелькарта) — в древнегреческой мифологии сын Ино и царя Орхомена Афаманта, брат Леарха. После того, как Гера наслала на его мать безумие и Ино бросилась в море вместе с сыном, Меликерт был превращён в младшее морское божество Палемона (др.-греч. Παλαίμων).
Дельфин перенёс его на Коринфский перешеек, Сисиф похоронил его на Истме. В его память Сисиф учредил Истмийские игры.
Палемон изображался как мальчик на дельфине. Ему приносили в жертву младенцев. Над могилой в Коринфе находился храм Палемона. Палемону посвящён LXXV орфический гимн.